# Dasyscirtus olivaceus
Dasyscirtus olivaceus är en insektsart som beskrevs av Bruner, L. 1908. Dasyscirtus olivaceus ingår i släktet Dasyscirtus och familjen gräshoppor. Inga underarter finns listade i Catalogue of Life.